# IC 2293
IC 2293 је спирална галаксија у сазвјежђу Рак која се налази на листи објеката дубоког неба у Индекс каталогу.
Деклинација објекта је + 21° 23' 40" а ректасцензија 8h 19m 32,1s. Привидна величина (магнитуда) објекта IC 2293 износи 14,3 а фотографска магнитуда 15,1. IC 2293 је још познат и под ознакама MCG 4-20-24, CGCG 119-54, PGC 23352.